# DDR-Bestenermittlung im Frauenfußball 1980
Die 2. DDR-Bestenermittlung des DFV im Frauenfußball fand 1980 statt. Der Wettbewerb begann am 6. September 1980 mit der Vorrunde und endete am 5. Oktober 1980 mit dem Titelgewinn der BSG Wismut Karl-Marx-Stadt.

## Teilnehmende Mannschaften
Nahezu 350 Mannschaften hatten an den Spielen um die 14 Bezirksmeisterschaften der DDR-Bezirke und der Ost-Berliner Meisterschaft teilgenommen.
Für die Vorrunde der DDR-Bestenermittlung qualifizierten sich folgende vierzehn Bezirksmeister und der Meister aus Ost-Berlin:
| - Bezirk Rostock BSG Post Rostock - Bezirk Schwerin BSG Aufbau Schwerin - Bezirk Neubrandenburg BSG NGMB Neubrandenburg - Bezirk Potsdam BSG Turbine Potsdam - Ost-Berlin BSG Motor Köpenick | - Bezirk Frankfurt (Oder) BSG Chemie PCK Schwedt - Bezirk Magdeburg BSG Motor Schönebeck - Bezirk Halle BSG Chemie Wolfen - Bezirk Leipzig BSG Chemie Leipzig - Bezirk Cottbus SG Eiche Branitz | - Bezirk Dresden BSG Aufbau Dresden-Ost - Bezirk Karl-Marx-Stadt BSG Wismut Karl-Marx-Stadt - Bezirk Erfurt BSG Fortschritt Erfurt - Bezirk Gera BSG Modedruck Gera - Bezirk Suhl BSG Aufbau Pferdsdorf |

## Modus
In der Vorrunde wurden fünf Gruppen mit je drei Mannschaften nach möglichst territorialen Gesichtspunkten gebildet, die jeweils in einem Turnier nach dem Modus „Jeder gegen Jeden“ den Teilnehmer für die Endrunde ausspielten. Im Endrunden-Turnier ermittelten dann die fünf Gruppensieger wieder nach dem Modus „Jeder gegen Jeden“ à zweimal 20 Minuten den zweiten Titelträger im DDR-Frauenfußball.

## Vorrunde

### Gruppe 1
Die Spiele der Gruppe 1 wurden am 6. September 1980 im Städtischen Stadion von Glauchau ausgetragen.
|                            | Ergebnis |                            |
| -------------------------- | -------- | -------------------------- |
| BSG Chemie Leipzig         | 5:0      | BSG Modedruck Gera         |
| BSG Modedruck Gera         | 1:7      | BSG Wismut Karl-Marx-Stadt |
| BSG Wismut Karl-Marx-Stadt | 4:0      | BSG Chemie Leipzig         |

Abschlusstabelle
| Pl. | Mannschaft                 | Sp. | S | U | N | Tore    | Diff. | Punkte |
| --- | -------------------------- | --- | - | - | - | ------- | ----- | ------ |
| 1.  | BSG Wismut Karl-Marx-Stadt | 2   | 2 | 0 | 0 | 011:100 | +10   | 04:0   |
| 2.  | BSG Chemie Leipzig         | 2   | 1 | 0 | 1 | 004:500 | −1    | 02:20  |
| 3.  | BSG Modedruck Gera         | 2   | 0 | 0 | 2 | 001:120 | −11   | 0:40   |

### Gruppe 2
Die Spiele der Gruppe 2 wurden am 6. September 1980 im Städtischen Stadion von Leinefelde ausgetragen.
|                        | Ergebnis |                        |
| ---------------------- | -------- | ---------------------- |
| BSG Fortschritt Erfurt | 0:1      | BSG Aufbau Pferdsdorf  |
| BSG Aufbau Pferdsdorf  | 0:2      | BSG Chemie Wolfen      |
| BSG Chemie Wolfen      | 2:0      | BSG Fortschritt Erfurt |

Abschlusstabelle
| Pl. | Mannschaft             | Sp. | S | U | N | Tore    | Diff. | Punkte |
| --- | ---------------------- | --- | - | - | - | ------- | ----- | ------ |
| 1.  | BSG Chemie Wolfen      | 2   | 2 | 0 | 0 | 004:000 | +4    | 04:0   |
| 2.  | BSG Aufbau Pferdsdorf  | 2   | 1 | 0 | 1 | 001:200 | −1    | 02:20  |
| 3.  | BSG Fortschritt Erfurt | 2   | 0 | 0 | 2 | 000:300 | −3    | 0:40   |

### Gruppe 3
Die Spiele der Gruppe 3 wurden am 13. September 1980 im Stadion der Berg- und Energiearbeiter von Lübbenau ausgetragen.
|                        | Ergebnis |                        |
| ---------------------- | -------- | ---------------------- |
| SG Eiche Branitz       | 0:3      | BSG Aufbau Dresden-Ost |
| BSG Turbine Potsdam    | 4:0      | SG Eiche Branitz       |
| BSG Aufbau Dresden-Ost | 3:2      | BSG Turbine Potsdam    |

Abschlusstabelle
| Pl. | Mannschaft             | Sp. | S | U | N | Tore    | Diff. | Punkte |
| --- | ---------------------- | --- | - | - | - | ------- | ----- | ------ |
| 1.  | BSG Aufbau Dresden-Ost | 2   | 2 | 0 | 0 | 006:200 | +4    | 04:0   |
| 2.  | BSG Turbine Potsdam    | 2   | 1 | 0 | 1 | 006:300 | +3    | 02:20  |
| 3.  | SG Eiche Branitz       | 2   | 0 | 0 | 2 | 000:700 | −7    | 0:40   |

### Gruppe 4
Die Spiele der Gruppe 4 wurden am 13. September 1980 im Veritas-Sportpark von Wittenberge ausgetragen.
|                      | Ergebnis |                      |
| -------------------- | -------- | -------------------- |
| BSG Aufbau Schwerin  | 0:1      | BSG Post Rostock     |
| BSG Motor Schönebeck | 2:0      | BSG Aufbau Schwerin  |
| BSG Post Rostock     | 6:0      | BSG Motor Schönebeck |

Abschlusstabelle
| Pl. | Mannschaft           | Sp. | S | U | N | Tore    | Diff. | Punkte |
| --- | -------------------- | --- | - | - | - | ------- | ----- | ------ |
| 1.  | BSG Post Rostock     | 2   | 2 | 0 | 0 | 007:000 | +7    | 04:0   |
| 2.  | BSG Motor Schönebeck | 2   | 1 | 0 | 1 | 002:600 | −4    | 02:20  |
| 3.  | BSG Aufbau Schwerin  | 2   | 0 | 0 | 2 | 000:300 | −3    | 0:40   |

### Gruppe 5
Die Spiele der Gruppe 5 wurden am 14. September 1980 im Städtischen Stadion von Strausberg ausgetragen.
|                         | Ergebnis |                         | Torschützinnen       |
| ----------------------- | -------- | ----------------------- | -------------------- |
| BSG Motor Köpenick      | 0:1      | BSG Chemie PCK Schwedt  | Edelhoff             |
| BSG NGMB Neubrandenburg | 0:1      | BSG Motor Köpenick      | Endesfelder          |
| BSG Chemie PCK Schwedt  | 2:1      | BSG NGMB Neubrandenburg | Ney, Mielke / Oswald |

Abschlusstabelle
| Pl. | Mannschaft              | Sp. | S | U | N | Tore    | Diff. | Punkte |
| --- | ----------------------- | --- | - | - | - | ------- | ----- | ------ |
| 1.  | BSG Chemie PCK Schwedt  | 2   | 2 | 0 | 0 | 003:100 | +2    | 04:0   |
| 2.  | BSG Motor Köpenick      | 2   | 1 | 0 | 1 | 001:100 | ±0    | 02:20  |
| 3.  | BSG NGMB Neubrandenburg | 2   | 0 | 0 | 2 | 001:300 | −2    | 0:40   |

## Endrunde

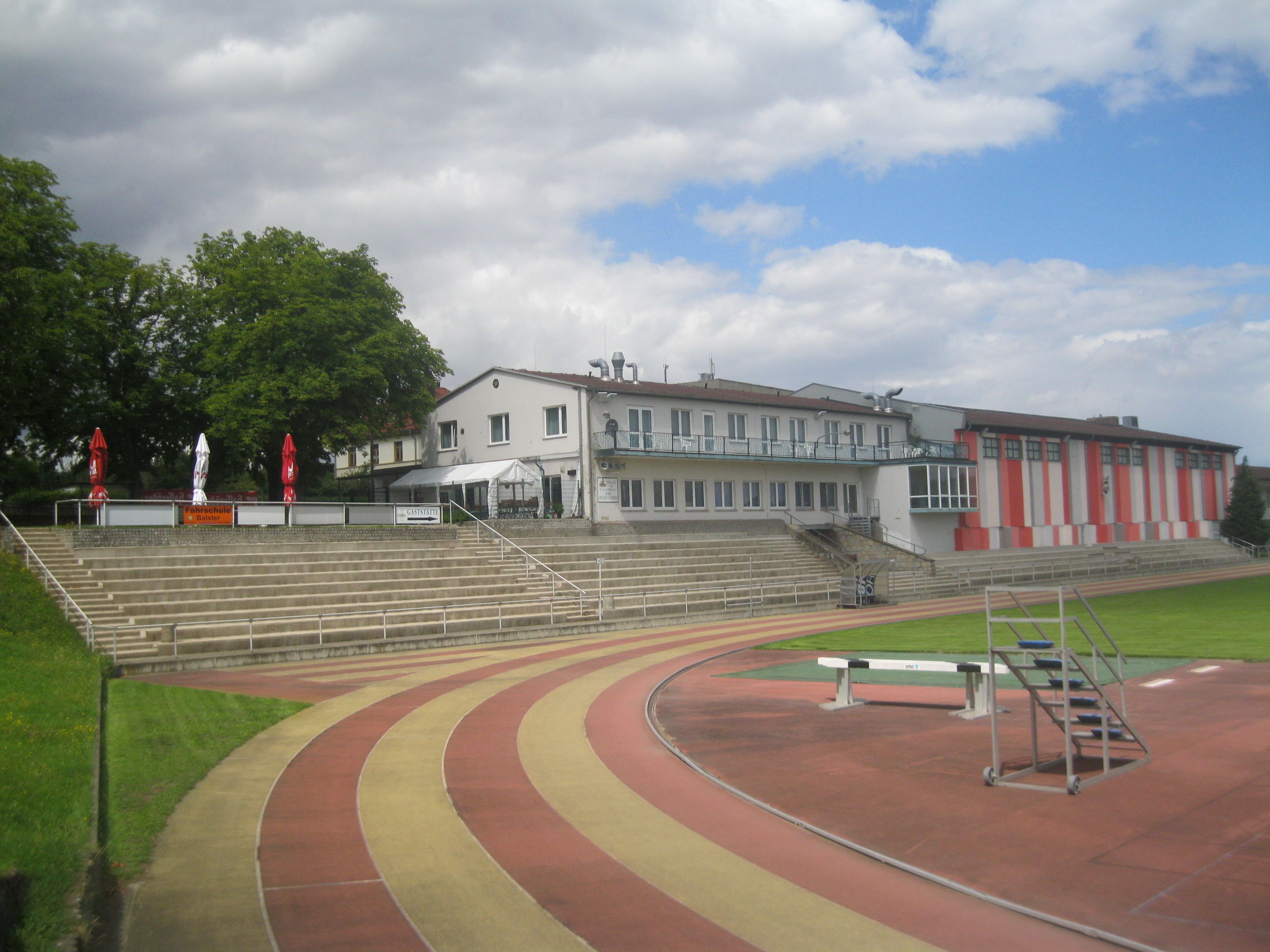
Sportforum Blankenburg

Die Endrunde fand vom 5. bis 6. Oktober 1980 im Sportforum von Blankenburg (Harz) vor 2.000 Zuschauern statt. Das Turnier mit den fünf teilnehmenden Mannschaften wurde im Modus „Jeder-gegen-jeden“ in zehn Spielen à zweimal 20 Minuten ausgetragen.

### Spiele
|                            | Ergebnis        |                            |
| -------------------------- | --------------- | -------------------------- |
| BSG Wismut Karl-Marx-Stadt | 1:2             | BSG Post Rostock           |
| BSG Chemie PCK Schwedt     | 0:2             | BSG Aufbau Dresden-Ost     |
| BSG Post Rostock           | 0:1             | BSG Chemie Wolfen          |
| BSG Aufbau Dresden-Ost     | 0:2             | BSG Wismut Karl-Marx-Stadt |
| BSG Chemie Wolfen          | 0:1             | BSG Chemie PCK Schwedt     |
| BSG Post Rostock           | 0:0             | BSG Aufbau Dresden-Ost     |
| BSG Chemie Wolfen          | 1:1             | BSG Wismut Karl-Marx-Stadt |
| BSG Chemie PCK Schwedt     | 2:1             | BSG Post Rostock           |
| BSG Aufbau Dresden-Ost     | 0:0 (3:0 i. E.) | BSG Chemie Wolfen          |
| BSG Wismut Karl-Marx-Stadt | 3:1             | BSG Chemie PCK Schwedt     |

### Abschlusstabelle
| Pl. | Mannschaft                 | Sp. | S | U | N | Tore    | Diff. | Punkte |
| --- | -------------------------- | --- | - | - | - | ------- | ----- | ------ |
| 1.  | BSG Wismut Karl-Marx-Stadt | 4   | 2 | 1 | 1 | 007:400 | +3    | 05:30  |
| 2.  | BSG Aufbau Dresden-Ost 1   | 4   | 1 | 2 | 1 | 002:200 | ±0    | 04:40  |
| 3.  | BSG Chemie Wolfen 1        | 4   | 1 | 2 | 1 | 002:200 | ±0    | 04:40  |
| 4.  | BSG Chemie PCK Schwedt     | 4   | 2 | 0 | 2 | 004:600 | −2    | 04:40  |
| 5.  | BSG Post Rostock           | 4   | 1 | 1 | 2 | 003:400 | −1    | 03:50  |

### Torschützenkönigin
|    | Spielerin       | Mannschaft                 | Tore |
| -- | --------------- | -------------------------- | ---- |
| 1. | Ramona Weißbach | BSG Wismut Karl-Marx-Stadt | 4    |
| 2. | Ines Stephan    | BSG Aufbau Dresden-Ost     | 2    |
| 2. | Katrin Erdmann  | BSG Post Rostock           | 2    |

### Schiedsrichter
- Jürgen Heinemann (Burg)
- Egbert Schrader (Dreileben)

## Siegermannschaft
| BSG Wismut Karl-Marx-Stadt |
| - Spielerinnen: Carmen Doll, Carla Dörr, Christa Elzholz, Petra Frenzel, Martina Geringswald , Andrea Junghans, Simone Päßler, Steffi Schaarschmidt, Katrin Schmalfuß, Annemarie Schönfeld, Andrea Schröder, Kathrin Weißbach, Marina Weißbach, Ramona Weißbach, Conny Wagner - Übungsleiterin: Martina Geringswald |